# Ciclo de Dungey
O ciclo de Dungey é o movimento cíclico de reconexão de linhas de campos na magnetosfera terrestre.